# Drapeau du karmapa
Le drapeau du karmapa ou Namchen ou Namkyen Gyaldar (tibétain : ནམ་མཁྱེན་རྒྱལ་དར, Wylie : nam mkhyen rgyal dar) est apparu en rêve au 16e karmapa (1924-1981). 

## Histoire et Signification symbolique

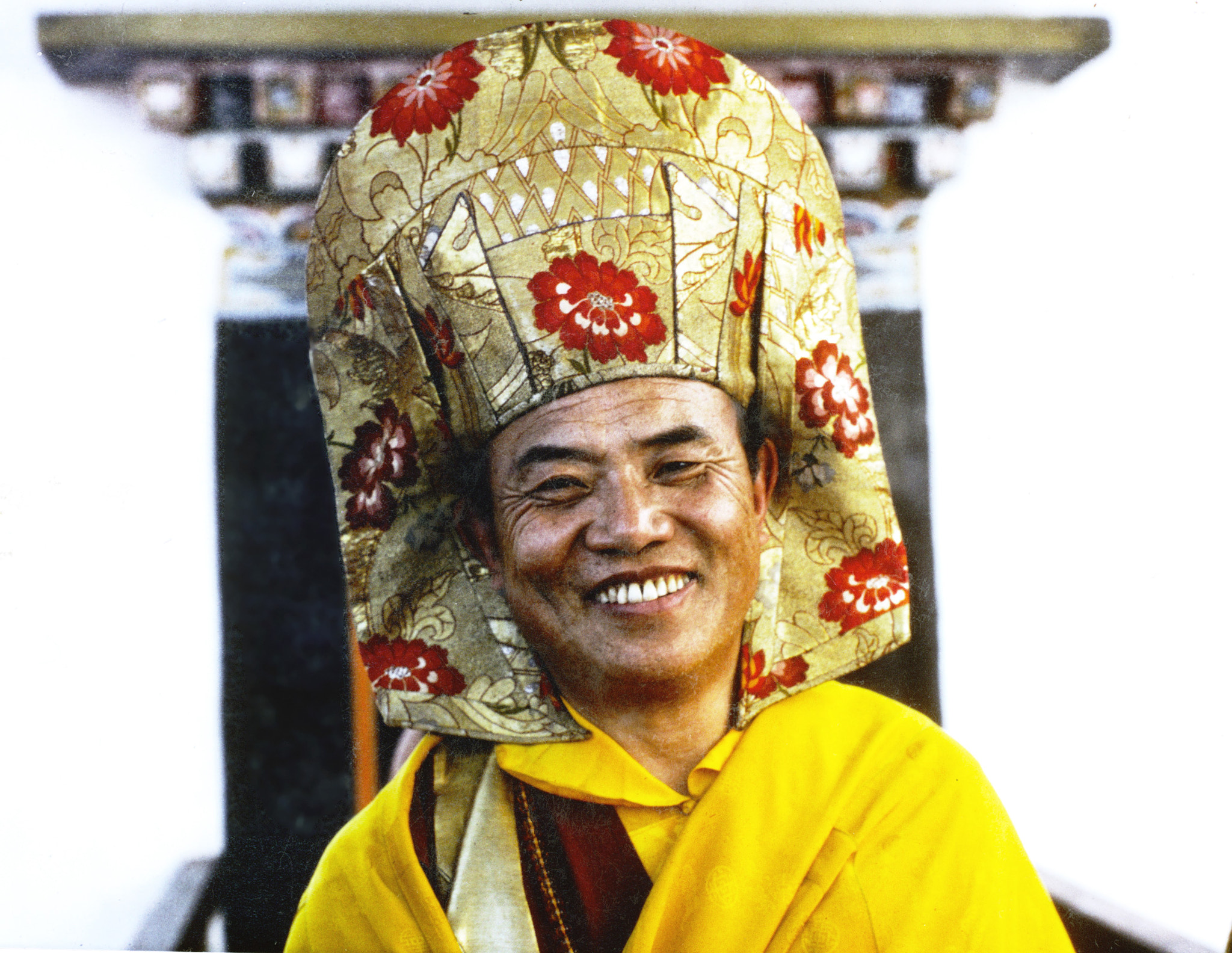
Le 16e karmapa, portant la coiffe de Gampopa.

Dans les années 1970, dans son monastère de Rumtek, le 16e karmapa a vu une nuit en rêve un drapeau représentant l’Océan de Sagesse (tibétain gyalwa or Mong. dala) ou le mélange entre la Sagesse et la Compassion (considérées respectivement comme la méthode et le moyen dans le bouddhisme Mahâyâna).
Au début de l'été 1980, alors que le 16e karmapa visite Boulder dans Colorado, il donne trois croquis au crayon de couleur représentant un drapeau à sa couturière, Deborah Luscomb. Il lui déclare avoir rêvé que « partout où ce drapeau flotterait, le Dharma fleurirait ». Elle le représente à sa demande suivant ses indications. Le premier drapeau est hissé le 21 juin 1980.
Il l’a appelé Namkyen Gyaldar signifiant « drapeau victorieux de la sagesse du Bouddha. » 
Le 17e karmapa a composé un poème intitulé  L'étendard de victoire qui apaise et repose décrivant ce drapeau,.

## Spécifications
| Couleur | Bleu                 | Jaune                       |
| ------- | -------------------- | --------------------------- |
| Pantone | Pantone Coated 306 C | Pantone Coated Yellow 116 C |